# جایزه بزرگ ژاپن ۲۰۱۴
جایزه بزرگ ژاپن ۲۰۱۴ (انگلیسی: ‎2014 Japanese Grand Prix‎)، که به‌طور رسمی با نام جایزه بزرگ فرمول یک ژاپن ۲۰۱۴ شناخته می‌شود، یک مسابقهٔ موتوری در رشتهٔ اتومبیل‌رانی فرمول یک بود که در تاریخ ۵ اکتبر ۲۰۱۴ در پیست سوزوکا واقع در سوزوکا، میه، ژاپن برگزار شد. این گراند پری در میان ۱۹ گراند پری در فصل ۲۰۱۴، مسابقهٔ شمارهٔ ۱۵ بود.
در این مسابقه که قرار بود در ۵۳ دور و به مسافت ۳۰۷٫۷۷۱ کیلومتر (۱۹۱٫۲۴۰ مایل) برگزار شود، پول پوزیشن توسط نیکو رزبرگ کسب شد و سریع‌ترین زمان برای طی یک دور پیست که برابر با ۱:۵۱٫۶۰۰ بود نیز توسط لوئیز همیلتون به ثبت رسید. این مسابقه پیش از پایان دورهای برنامه‌ریزی‌شده، در دور ۴۴ و پس از طی مسافت ۲۵۵٫۵۰۸ کیلومتر (۱۵۸٫۷۶۵ مایل) متوقف شد.
لوئیز همیلتون از تیم مرسدس، نیکو رزبرگ از تیم مرسدس و سباستیان فتل از تیم رد بول ریسینگ-رنو به‌ترتیب مقام‌های اول تا سوم مسابقه را کسب کردند.

## رده‌بندی قهرمانی پس از مسابقه
|       | جایگاه | راننده         | امتیاز |
| ----- | ------ | -------------- | ------ |
|       | ۱      | لوئیز همیلتون  | ۲۶۶    |
|       | ۲      | نیکو رزبرگ     | ۱۹۳    |
|       | ۳      | دنیل ریکاردو   | ۱۹۳    |
| ۱     | ۴      | سباستیان فتل   | ۱۳۹    |
| ۱     | ۵      | فرناندو آلونسو | ۱۳۳    |
| منبع: |        |                |        |

|       | جایگاه | سازنده            | امتیاز |
| ----- | ------ | ----------------- | ------ |
|       | ۱      | مرسدس             | ۵۲۲    |
|       | ۲      | رد بول ریسینگ-رنو | ۳۳۲    |
|       | ۳      | ویلیامز-مرسدس     | ۲۰۱    |
|       | ۴      | فراری             | ۱۷۸    |
|       | ۵      | فورس ایندیا-مرسدس | ۱۲۲    |
| منبع: |        |                   |        |

یادداشت
- تنها پنج جایگاه نخست از هر رده‌بندی نمایش داده شده‌است.